# ساحل الذهب البرتغالي
ساحل الذهب البرتغالي هو الاسم الذي يطلق على المؤسسات البرتغالية القائمة على الساحل الذهب لخليج غينيا، خلال القرن الخامس عشر. هذه المراكز التجارية المحصنة، بقايا الطرق التي أنشأها البحارة البرتغاليون في عصر الاستكشاف العظيمة، تمتد في الوقت الحاضر على طول سواحل غانا.

## التاريخ
في القرن الخامس عشر، حاولت مملكة البرتغال منافسة دوائر الذهب الصحراوية والسودانية. ثم بدأ تحويل التجارة الصحراوية لصالح العدادات البرتغالية: «كارافيل مقابل قافلة». أسس الملاحون الأوروبيون الأوائل الذين أبحروا على طول السواحل الأفريقية، البرتغاليون بحثًا عن مناطق إنتاج الذهب، في مدينة أكسيم و قلعة المينا في عام 1482.